# Grijze torenvalk
De grijze torenvalk (Falco ardosiaceus) is een kleine valk die leeft in Afrika ten zuiden van de Sahara. Hij is nauw verwant aan Dickinsons torenvalk en de gebandeerde torenvalk.

## Kenmerken
Zoals de naam al doet vermoeden, heeft de grijze torenvalk een geheel donkergrijs verenkleed. Slechts de punten van de vleugels zijn donkerder. De poten en de aanzet van de snavel zijn geel, evenals een ring rond de ogen. De soort heeft een lengte van 28 tot 33 cm en een spanwijdte van 58 tot 72 cm. Zoals gebruikelijke bij valken is het vrouwtje iets groter dan het mannetje (seksueel dimorfisme). Wat uiterlijk betreft lijkt de soort op de woestijnvalk, maar deze laatste soort heeft langere, spitsere vleugels en minder geel rond de ogen.

## Leefwijze
De soort is vaak te vinden op een uitkijkpost, zoals elektriciteitsdraden of uitstekende takken. Van daaruit jaag hij op knaagdieren, kleine vogels, kleine reptielen en insecten. In tegenstelling tot andere torenvalksoorten bidt de grijze torenvalk zelden tijdens de jacht.

## Voortplanting
De soort legt zijn eieren in nesten van de hamerkop of in holtes in bomen. Het legsel bestaat uit twee tot vijf eieren. Net zoals bij de meeste valkensoorten broedt het vrouwtje de eieren uit, terwijl het mannetje voor voedsel zorgt. Na ongeveer 30 dagen komen de eieren uit, waarna de jongen nog een maand in het nest blijven.

## Verspreiding en leefgebied
De grijze torenvalk komt voor in grote delen van West- en Centraal-Afrika, van Senegal in het westen tot Ethiopië in het oosten en Angola in het zuiden. In het regenwoud van de Kongobekken is de soort niet te vinden.
Het leefgebied bestaat uit half open bosgebieden, boomaanplantingen, vochtige savanne, dicht opeen staande grote bomen zoals palmen mits grenzend aan open terrein. Meestal in laagland, in Ethiopië tot op 1830 m boven de zeespiegel.

## Status
De grijze torenvalk heeft een groot verspreidingsgebied en daardoor is de kans op de status kwetsbaar (voor uitsterven) zeer gering. De grootte van de populatie is niet gekwantificeerd en de aantallen zijn mogelijk stabiel. Om deze redenen staat deze valk als niet bedreigd op de Rode Lijst van de IUCN.